# 콘카델라캄파니아
콘카델라캄파니아(이탈리아어: Conca della Campania)는 이탈리아 캄파니아주 카세르타도의 코무네다. 나폴리로부터 북서쪽으로 60km, 카세르타로부터 남서쪽으로 40km거리에 있다.